# Loch Dubh (Monadhliath Mountains)
Loch Dubh (schottisch-gälisch: „Schwarzer See“) ist ein Süßwassersee in der schottischen Council Area Highland beziehungsweise in der traditionellen Grafschaft Inverness-shire.

## Beschreibung
Der See liegt auf einer Höhe von 648 Metern über dem Meeresspiegel am Südwestrand der Monadhliath Mountains. Nördlich erhebt sich der 945 Meter hohe Càrn Dearg. Seine Ufer sind unbesiedelt. Die nächstgelegene größere Siedlung ist das acht Kilometer südöstlich gelegene Newtonmore. Der Loch Dubh ist nicht durch Straßen erschlossen. Die nächstgelegene befestigte Straße ist die A86, die rund sieben Kilometer südlich bei Laggan verläuft.
Der runde Loch Dubh weist eine maximale Länge von 0,38 Kilometern bei einer maximalen Breite von 0,31 Kilometern auf, woraus sich eine Fläche von acht Hektar und ein Umfang von einem Kilometer ergeben. Die mittlere Tiefe des Loch Dubh beträgt 6,6 Meter, woraus ein Volumen von 508.913 Kubikmetern resultiert. Sein Einzugsgebiet umfasst 279 Hektar und besteht zu 100 % aus Berglandschaften. Das Einzugsgebiet erstreckt sich im Wesentlichen nach Norden. Der See verfügt über keine benannten Zuflüsse. Der vom Südufer abfließende Allt an Lochain Dhuibh zählt zu den Quellbächen des River Calder, der über den  Spey in den Moray Firth entwässert.